# Francie na Letních olympijských hrách 1976
Francii na Letních olympijských hrách v roce 1976 v kanadském Montréalu reprezentovala výprava 206 sportovců (177 mužů a 29 žen) v 18 sportech.

## Medailisté
| Medaile | Jméno                                                                                       | Sport                | Soutěž                       |
| ------- | ------------------------------------------------------------------------------------------- | -------------------- | ---------------------------- |
| Zlato   | Guy Drut                                                                                    | Atletika             | Muži 110 m překážek          |
| Zlato   | Hubert Parot Michel Roche Marc Roguet Marcel Rozier                                         | Jezdectví            | Parkurové skákání - družstva |
| Stříbro | Daniel Morelon                                                                              | Cyklistika           | Muži 1000 m sprint           |
| Stříbro | Brigitte Dumont Brigitte Gaudin-Latrille Claudie Josland Christine Muzio Véronique Trinquet | Šerm                 | Družstvo žen fleret          |
| Stříbro | Daniel Senet                                                                                | Vzpírání             | Muži lehká váha do 67,5 kg   |
| Bronz   | Bernard Talvard                                                                             | Šerm                 | Muži fleret                  |
| Bronz   | Daniel Revenu Frédéric Pietruszka Christian Noël Didier Flament Bernard Talvard             | Šerm                 | Družstvo mužů fleret         |
| Bronz   | Henry Boërio                                                                                | Sportovní gymnastika | Muži hrazda                  |
| Bronz   | Patrick Vial                                                                                | Judo                 | Muži do 70 kg                |